# 軍令
1. 軍令 - 軍隊の命令と規則。
2. 軍令 - 軍の作戦行動に関する業務。軍政の対義語。指揮 (軍事)を参照。
3. 軍令 - 20世紀前半の日本にあった法形式。本項で詳述。

軍令（ぐんれい）は、大日本帝国憲法体制下にあった法形式の一つで、内閣や議会を通さず、天皇が陸軍と海軍を統帥するため制定するものである。憲法に定めがないが、明治40年（1907年）に軍令第1号によって導入され、立法において軍部の統帥権独立を表すものとして昭和20年（1945年）まで機能した。

## 軍令第1号までの道
ドイツ軍制を模倣した山縣有朋陸軍卿による明治11年（1878年）12月5日公布の太政官達第50号『参謀本部条例』以降、国務から参謀本部が独立した（太政官達は国家主権者であった明治天皇に裁可された国家最高の法令であったのでその後の勅令にほぼ相当した）。
明治19年（1886年）勅令第1号の『公文式』では、勅令は閣議を経て後、全て内閣総理大臣から天皇に一般上奏した（第2条）。裁可後、必ず内閣総理大臣の副署を要した（第3条）。
だが明治22年（1889年）勅令第139号改正『公文式』で第3条は改正され、省の専任事務に属する勅令については主任大臣の副署だけでよく、内閣総理大臣の副署は要しないとした。但し一般行政事務に関わる勅令は内閣総理大臣と主任大臣がともに副署するとした。
他方軍事の勅令すなわち帷幄上奏勅令は、『公文式』があるにもかかわらず統帥権の独立上慣行として、閣議を経ず天皇へ直接陸軍大臣が帷幄上奏し裁可を得て、その後陸軍大臣の副署で成立していた。以上は日露戦争においても有効であった。
日露戦争後も、勅令は首相だけが一般上奏し、帷幄上奏勅令は陸軍大臣が帷幄上奏するのは以前と同じであった。だが明治40年（1907年）1月31日、帝室制度調査局の立案で公布された勅令第6号『公式令』第7条で、天皇裁可後の帷幄上奏勅令を含む全ての勅令に内閣総理大臣の副署を要するとした。このため軍部には従来どおり、陸軍大臣の副署だけという帷幄上奏勅令の方式の維持が必要になった。

## 軍令第1号
そこで同年9月に『軍令』（軍事の勅令）第1号が制定された。これは軍令の性格を『軍令』第1号自身で定めており、軍令は陸海軍大臣が帷幄上奏し、陸海軍大臣の副署だけで帷幄上奏勅令として成立するとした。ここでの軍令や帷幄上奏勅令とは軍事作戦など奉勅命令に関するものではなく、軍事制度に関するものであった。陸軍大臣は統帥権の独立上首相を容喙させない、天皇の軍事の輔弼者として副署したのであった。
軍令の解釈と公式令による適用を巡り9月2日に山縣有朋と調査局総裁伊藤博文が会談して両者は妥協、軍令第1号「軍令ニ関スル件」は9月12日に公布・施行され、軍令について規定した。全4条。この最初の軍令は、陸海軍の統帥に関し勅定を経た規程を軍令と定めた（第1条）。軍令のうち公示を要するものは、天皇の親書（署名）と御璽（印）のほか、陸海軍大臣の副署を必要とし（第2条）、官報で公示されるとした（第3条）。特に定めがない限り、軍令は直ちに施行されることになっていた（第4条）。法律や勅令は、「公布」という文言を使用していたが、軍令は「公示」としていた。上諭も、法律、勅令は、「裁可シ茲ニ之ヲ公布セシム」であるのに対し、軍令は「制定（改定）シ之カ施行ヲ命ス」となっていた。

## 軍令による立法
軍令による規定された範囲は、陸軍と海軍では相違がある。軍の編制、司令部の官制は陸海軍とも軍令により規定された。学校の官制は、陸軍では陸軍大学校条例（明治41年軍令陸第13号）を始めとして多くの学校の官制が軍令により規定されたが、海軍では軍令制度制定後も、海軍大学校令（大正7年勅令第317号）など学校の官制は勅令により規定し、軍令では規定しなかった。また陸軍においても陸軍士官学校や陸軍幼年学校については、一旦、陸軍士官学校条例（明治41年軍令陸第9号）、陸軍中央幼年学校条例（大正4年軍令陸第6号）陸軍地方幼年学校条例（大正4年軍令陸第7号）などが制定されたが、大正9年になってこれらの軍令は、大正9年8軍令陸第9号により廃止され、ふたたび勅令で、陸軍士官学校令（大正9年日勅令第236号）陸軍幼年学校令（大正9年勅令第237号）が制定された。礼式と懲罰に関しても、陸軍は、陸軍礼式（明治43年軍令陸第5号）、陸軍懲罰令（明治41年軍令陸第18号）など軍令により規定したが、海軍は海軍礼式令（大正3年勅令第15号）、海軍懲罰令（明治41年勅令第239号）など勅令で規定することを変更しなかった。陸軍は、作戦要務令（昭和13年軍令陸第19号）など作戦についても軍令で規定したが、海軍においてはこのようなものを法令として制定はしなかった。
官報、法令全書に、異なった種類の法令等が掲載される場合は、その順が決まっていた。効力が優先すべきものほど、最初に掲載された。詔書、皇室令、法律、予算、予算外国庫の負担となる契約、勅令、条約、軍令の順であり、更にその後に、制令、律令、閣令、省令、府令、庁令、訓令、達、告示の順となった。御名御璽を付して公布されるものでは軍令は最後の扱いである。憲法及び皇室典範は当然、最優先であるものであるが、実際の公布はすべて、他の法令とは別に単独で官報号外で行われた。
個別の法令を区別する番号の事を「発簡区別番号符」というが、陸海軍共通の事項については「軍令第○号」、陸軍・海軍個別の事項は「軍令陸（海）第○号」となる。陸軍では更に軍令の重要度によって「軍令陸甲第○号」、「軍令陸乙第○号」の2種類があった。甲は軍事機密事項であり、動員計画・戦時編制に関わる内容が発布され、乙は秘密事項でこれは平時編制・諸勤務令・礼式の発布等に用いられる。海軍では軍令を細分せずに「内令」という形式で行われた。軍令は、もともと公示すべきものは、官報で公示するとなっており公表はかならずしも必要ではなかった。実際の扱いは、公示するものは、軍令第○号、軍令陸（海）第○号とし、公示しないものを軍令陸甲及び軍令陸乙並びに内令とし、官報にも登載されなかった。また、公示されたものでも野外要務令（明治40年軍令陸第10号）のようなものは、「条文略ス」と官報に掲載され、内容は公示されなかった。明治40年に始まった軍令は陸軍では「樺太守備隊司令部条例（明治40年軍令陸第1号）」、海軍では「防備隊条例（明治40年軍令海第1号）」が最初で、後に発布された物も軍司令部や師団司令部、海軍では鎮守府や軍令部の基本形を定めていたが、実際の編制については軍令陸甲・同乙や内令によって行われた。
軍令は明治40年軍令第1号にあるように、帝国議会はもとより閣議を経る必要もなかった。陸海軍の大臣は現役軍人であり、内閣への帰属意識が低く、運用の実態としても軍令は内閣の統制から外れていた。この事から大正時代に憲法学者美濃部達吉によって批判された。閣議に参加する軍部大臣により軍政として扱われるべき事項が軍令によって定められていることが、その批判の要点である。例えば参謀本部の官制などが勅令に依らず軍令に依っていることが指摘されている。美濃部は軍令を憲法違反ではないとしながら、強い疑問を投げかけた。しかし現実政治で軍令は廃止されることなく1946年まで存続した。
軍令の最終的な発布数は、軍令が11件、軍令陸が545件、軍令海が268件であることが、官報により確認できる。公表されない軍令陸甲及び軍令陸乙並びに内令は、詳細は不明である。

## 軍令の終わり
敗戦に伴い、軍令の意義は消滅したが、軍の解体復員のためになお軍令は暫時存続した。
まず昭和20年9月13日付け（官報9月15日）で昭和20年軍令第3号として「大本営復員並廃止要領」が制定され、大本営の廃止等が行われた。
さらに昭和20年11月16日付け（官報11月20日）で昭和20年軍令第4号として「陸海軍ノ復員ニ伴ヒ不要ト為ルベキ軍令ノ廃止ニ関スル件」が制定され、「陸海軍の復員に伴い不要となる軍令は主任の陸軍大臣及海軍大臣が廃止できる」とされた。
これにより、昭和20年11月30日付けの海軍省令第36号、陸達第68号、第71号、陸軍・海軍達第1号により軍令の廃止がされた。また陸軍省及び海軍省が昭和20年12月1日に廃止され、第一復員省及び第二復員省へ移行することに伴い、昭和20年11月27日付け（官報11月30日）で昭和20年軍令第5号として「従前ノ軍令中陸軍大臣等ニ関スル規定ニ関スル件」が制定され、「従前の軍令中、陸軍大臣とあるのは第一復員大臣、海軍大臣とあるのは第二復員大臣とする」とされた。
そして昭和21年3月29日付（官報4月1日）で昭和21年軍令第1号として「明治四十年軍令第一號軍令ニ關スル件等廢止」が制定され、軍令の根拠法令であった明治40年軍令第1号が廃止され、ここに軍令は完全に終わりを迎えた。